# Wright Model H
Il Wright Model H e la sua variante Wright Model HS furono due aeroplani sperimentali che la Wright Company sviluppò nel 1914 a partire dal precedente Wright Model F. Caratterizzati da una filosofia costruttiva ormai piuttosto antiquata, non riscontrarono successo commerciale.

## Storia del progetto
Il Wright Model H venne sviluppato dai progettisti della Wright Company, sotto la supervisione di Orville Wright, nel 1914. Esso costituiva un'evoluzione del Model F, che aveva volato per la prima volta nel 1913 ma non era riuscito a concretizzare ordini consistenti per la produzione in serie. Il Model H conservava la stessa architettura complessiva con fusoliera chiusa, ala biplana, singolo motore e doppia elica spingente; era però caratterizzato da una linea aerodinamicamente più raffinata di quella del suo predecessore, con una fusoliera dal disegno più lineare ed efficiente.

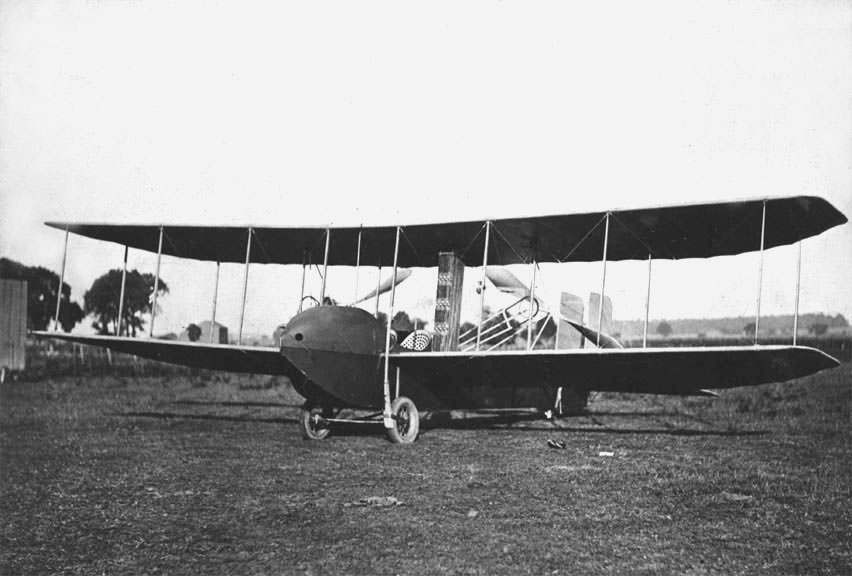
Un Wright Model H presso la scuola di volo dei fratelli Wright a Huffman Prairie, Dayton, Ohio nel 1914.

## Tecnica
Le caratteristiche per cui il Model H si differenziava dal Model F erano principalmente il disegno della fusoliera e l'introduzione di ali che, dotate di un lieve angolo di diedro, miglioravano la stabilità dell'aereo in rollio. Per il resto, si trattava sempre di un biplano biposto a fusoliera chiusa con un singolo motore e due eliche controrotanti in posizione spingente; montava un sistema di impennaggi posteriori dal disegno tradizionale, salvo per il fatto di essere caratterizzati da un doppio piano verticale. Il Model H/HS fu l'ultimo velivolo Wright con eliche spingenti e doppio impennaggio verticale.
Dal Wright Model H venne sviluppata nel 1915 la versione HS: praticamente identica alla prima, era però caratterizzata da una marcata riduzione dell'apertura alare e da un alleggerimento complessivo per circa 45 chilogrammi; queste modifiche garantivano al Model HS maggiore velocità orizzontale e in salita.

## Impiego operativo
I Wright Model H e HS, sviluppati per succedere allo sfortunato Model F, non ebbero in realtà miglior successo. Volarono tra il 1914 e il 1915 ma non concretizzarono ordini significativi per la produzione in serie.
Un esemplare di Model HS venne acquistato dallo statunitense Howard Reinhart e messo a disposizione del rivoluzionario messicano Pancho Villa; Reinhart venne arruolato nelle forze d'insurrezione di Villa durante la rivoluzione messicana e il suo Model HS fu uno dei tre velivoli nella piccola forza aerea dei ribelli.